# AUR

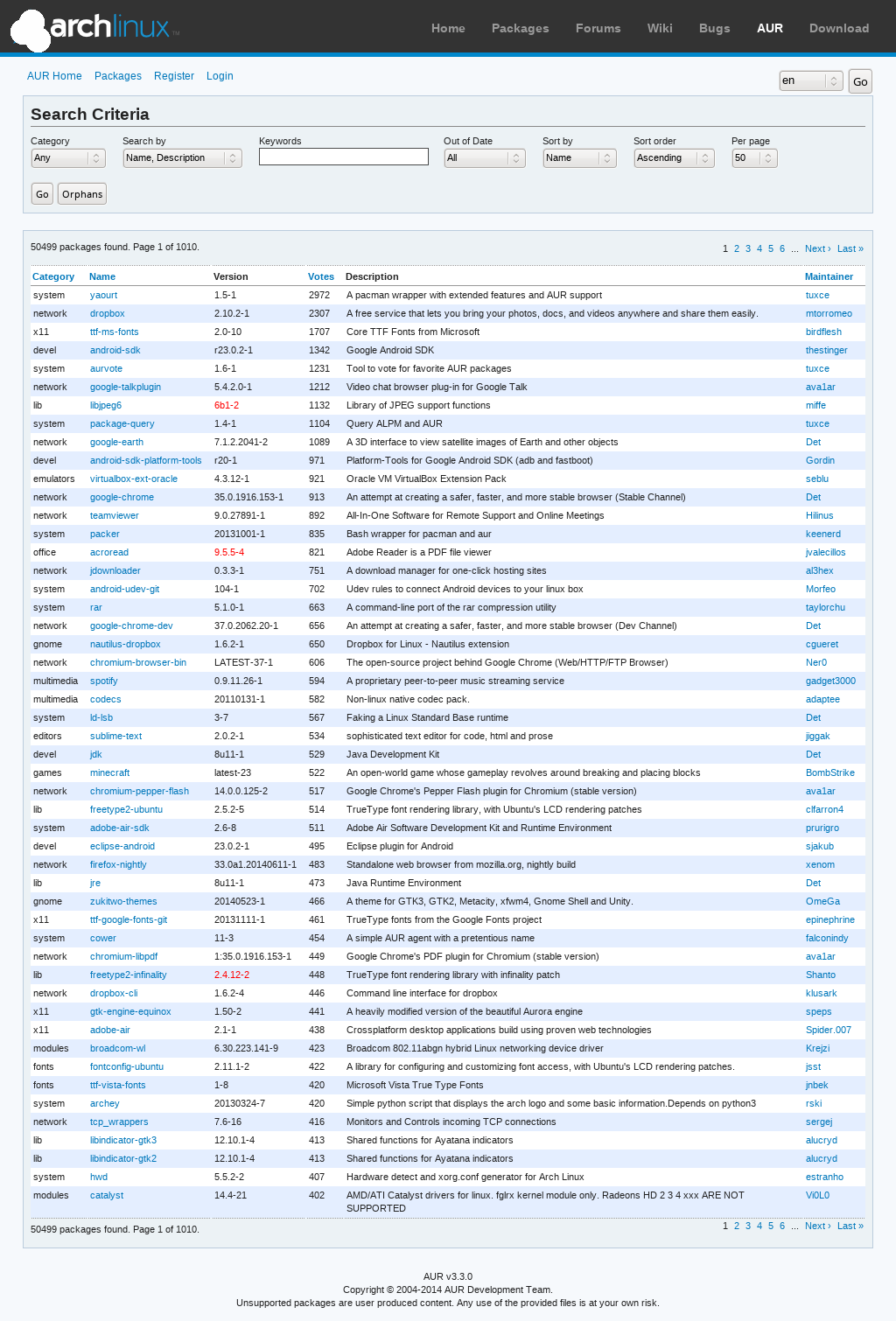
Captura de pantalla de AUR, como se puede ver en el sitio web oficial de Arch Linux.

AUR (Arch Linux User Repository, "repositorio de usuarios de Arch Linux") es un repositorio manejado por la comunidad de usuarios de Arch Linux, el cual es usado tanto en Arch como en distribuciones derivadas, por ejemplo Manjaro, ArchLabs o Chakra GNU/Linux. 
Fue concebido inicialmente para compartir PKGBUILDs (archivo descriptivo de construcción de un paquete para Arch Linux) de forma organizada entre la comunidad, y para acelerar la inclusión de paquetes populares contribuidos por los usuarios en el repositorio community.
En AUR, los usuarios construyen paquetes y los suben al repositorio, luego la comunidad vota a favor de ellos y cuando un paquete tiene las suficiente votaciones, un «Usuario Confiable» de Community lo pasa al repositorio Community, el cual es accesible por el gestor de paquetes Pacman.

## Historia
Al comienzo, existía un Protocolo de transferencia de archivos: ftp://ftp.archlinux.org/incoming, en el cual se contribuía subiendo el PKGBUILD, los archivos adicionales y el paquete compilado al servidor. El paquete y los archivos asociados al mismo permanecían allí hasta que un Mantenedor de paquetes controlaba el programa y lo adoptaba.
Luego surgieron los Repositorios de Usuarios de Confianza. A algunos usuarios de la comunidad se les permitía alojar sus propios repositorios los cuales quedaban disponibles para todos. AUR se amplió sobre esta base, con el propósito de hacerlo más flexible. Todavía a los responsables de AUR se les conoce como Usuarios de Confianza.
Entre el año 2015, se hizo la transición de la versión 3.5.1 a la 4.0.0, permitiéndose el uso de los repositorios Git para publicar los PKGBUILD. Se descartaron los paquetes existentes, excepto aquellos en los que sus mantenedores migraron en forma manual a la nueva infraestructura.

## Tipo de paquetes que se permiten
Los paquetes en AUR son más scripts de compilación, o sea instrucciones que permiten construir los binarios para ser manejados por Pacman. En la mayoría de los casos no hay limitaciones, siempre que se ajusten a las directrices de Pacman y a los términos de la licencia del contenido.

## Usuario de confianza
Un Usuario de Confianza se encarga de supervisar los repositorios AUR y Community. Son quienes colocan los paquetes que tuvieron más votos en el repositorio community, marcan los PKGBUILDs como seguros y se encargan del mantenimiento de AUR.

## Gestores de paquetes para AUR
Un gestor de paquetes es un grupo de herramientas para automatizar el proceso de instalar, configurar, actualizar, o eliminar de paquetes de software. Los paquetes incluyen información adicional: el nombre completo, el número de versión, una descripción, información del distribuidor, una suma de verificación y la lista de dependencias (otros paquetes que son requeridos para su funcionamiento).
El gestor de paquetes pacman solo funciona con los repositorios oficiales, para utilizar los repositorios AUR existen otros gestores también llamados helpers.
- Yay (desarrollado en lenguaje Go)
- Trizen (desarrollado en lenguaje Perl)
- Paru (desarrollado en lenguaje Rust)
- Pacaur
- Pakku
- Aurutils
- Pikaur